# Тернове (Горлівський район)
Тернове́ — село Шахтарської міської громади Горлівського району Донецької області, Україна. Населення становить 423 особи.

## Загальні відомості
Відстань до центру громади становить близько 12 км і проходить переважно автошляхом Н21.
Землі села межують із територією м. Чистякове Чистяківська міська рада Донецької області.
Унаслідок російської військової агресії із серпня 2014 р. Тернове перебуває на території ОРДЛО.

## Історія
Терновий) до 1917 — німецький хутір області Війська Донського, Таганрозький округ Чистяківської волості; у радянські часи — Сталінська область, Орджонікідзевський (Риківський/Єнакієвський)/Чистяківський (Олексієво-Орловський) район. Мешканців: 70 (1915), 131/107 німці (1926).
7 (20) листопада 1917 року, відповідно до Третього Універсалу Української Центральної Ради, увійшло до складу Української Народної Республіки.  

## Населення

### Мова
Розподіл населення за рідною мовою за даними перепису 2001 року:
| Мова       | Кількість | Відсоток |
| ---------- | --------- | -------- |
| українська | 320       | 75.65%   |
| російська  | 102       | 24.11%   |
| вірменська | 1         | 0.24%    |
| Усього     | 423       | 100%     |

За даними перепису 2001 року населення села становило 423 особи, з них 75,65 % зазначили рідною українську мову, 24,11 % — російську, а 0,24 % — вірменську.